# Naissance en 1198
Naissance
- 1194
- 1195
- 1196
- 1197
- 1198
- 1199
- 1200
- 1201
- 1202

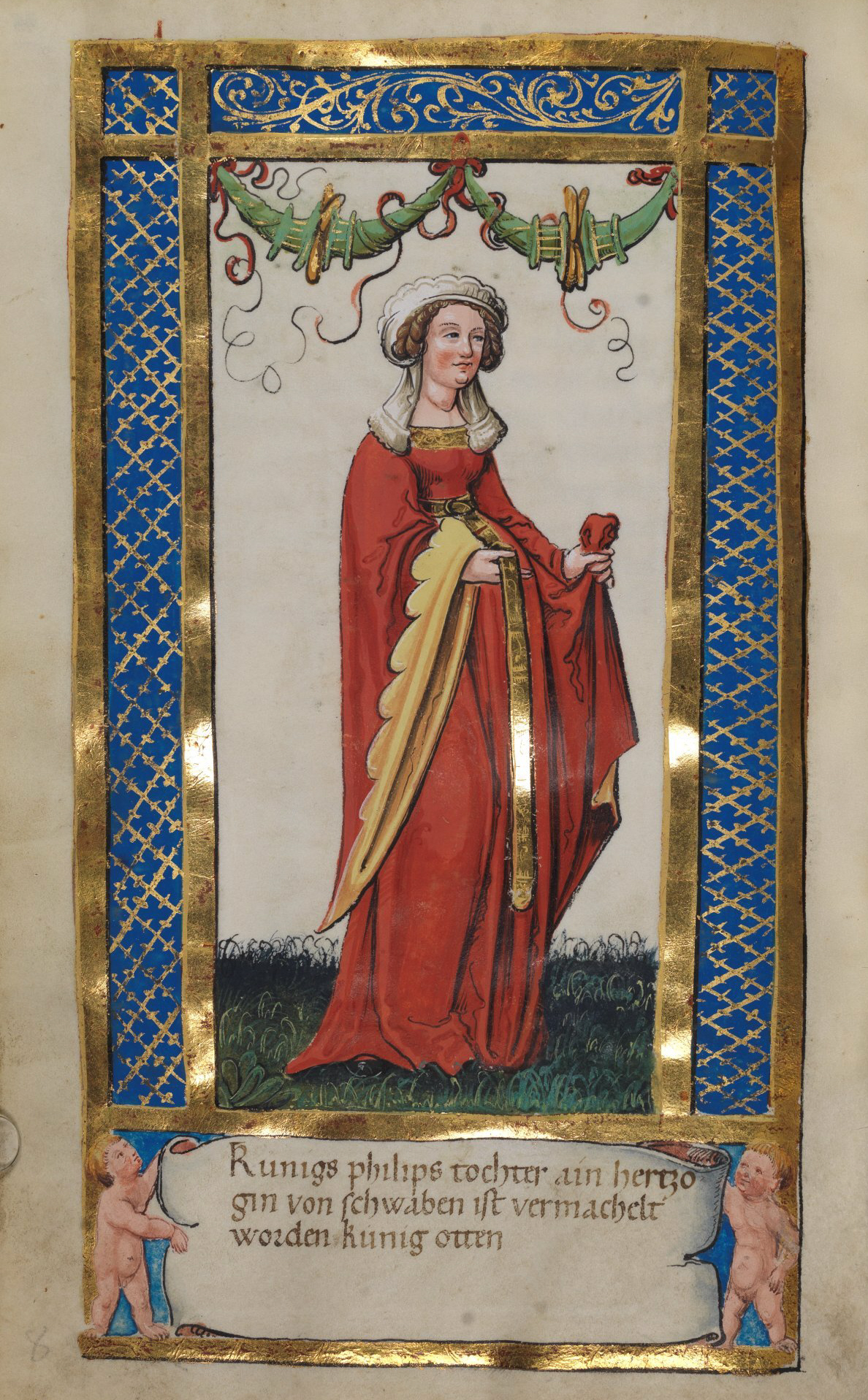
Béatrice de Souabe, née en 1198.

Cette page dresse une liste de personnalités nées au cours de l'année 1198 :
- 24 août : Alexandre II, roi d'Écosse.

- Béatrice de Souabe, impératrice du Saint-Empire et reine de Germanie.
- Béatrice de Savoie, aristocrate issue de la dynastie des Savoie, comtesse de Provence, mère de 4 reines.
- Fujiwara no Tameie, poète japonais.
- Humbert V de Beaujeu, premier prince de Dombes et le onzième seigneur de Beaujeu.
- Jean de Dreux, comte de Vienne et de Mâcon.
- Jean Ier d'Harcourt, chevalier, vicomte de Saint-Sauveur, baron d'Elbeuf, seigneur d'Harcourt, de La Saussaye, de Brionne, de Lillebonne, de Nehou, d'Angoville, du Teilleman.
- Koun Ejō, deuxième patriarche de l'école sōtō du bouddhisme zen.
- Kyaswa, neuvième souverain du Royaume de Pagan, en Birmanie.
- Étienne de Lexington, abbé de Clairvaux, fondateur du Collège des Bernardins.
- Minamoto no Ichiman

## Crédit d'auteurs
- Cet article est partiellement ou en totalité issu de l'article intitulé « 1198 » (voir la liste des auteurs).